# NGC 6104
NGC 6104 este o seyfert 1 galaxy⁠(d) situată în constelația Coroana Boreală. A fost descoperită în 1787 de către William Herschel. Se află la o distanță de 116,95 megaparseci de Pământ.